# 배색

삼원색을 활용한 몬드리안풍 배색

배색(配色)은 두 가지 이상의 색상을 잘 어울리도록 배치하는 일이다. 이를 평가하는 기준은 다양하지만 색채조화라는 개념이 정립되면서 보편적 원리나 법칙이 있을 것이라는 주장 아래 그것을 밝히려는 연구가 진행되고 있다. 배색은 제품디자인, 환경디자인, 인테리어, 광고/포스터 등 다양한 범위에서 적용되는데 배색에 따라 그 느낌이 다양하게 나타난다. 색채는 그 색이 가지고 있는 고유의 이미지나 성격을 지니고 있는데 예를 들어 붉은 색은 정열,열정, 화 등을 나타낸다. 하지만 각 이미지는 배색에 따라 온화하거나 여성스러운 느낌을, 혹은 무겁고 중후한 느낌 등 그 고유색의 이미지만이 아닌 다양한 느낌을 줄 수 있다.

## 색상 조화
색상 조화는 기본적으로 4가지가 있다. 첫 번째는 인접색의 조화가 있는데 이는 색상환에서 양쪽으로 있는 색들의 조화를 말한다. 양쪽에 위치하면서 그 색의 개성과 함께 조화를 만들어주면서 안정감있는 느낌을 준다. 두 번째, 반대색의 조화는 색상환에서 반대되는 위치에 있는 색의 조화를 말한다. 반대색의 동시대비 효과는 서로의 강도를 높여주어 보다 더 역동적이고 쾌적한 느낌을 준다. 실생활에서 예는 자연현상에서 많이 볼 수 있는데 그 중 빨간 열매와 파란 잎의 대비가 이에 해당한다. 세 번째로는 근접 보색의 조화가 있다. 이는 색상환의 반대에 위치한 보색에 근접한 색상과의 조화를 말하는데 보다 더 격조있는 보색 조화의 다양한 효과를 얻을 수 있다. 마지막으로는 등간격 3색의 조화가 있는데 색상환에서 등간격 3색의 배합을 가리킨다. 근접 보색의 배열보다는 더 역동적이고 화려한 원색적인 효과를 가질 수 있다.

## 색상 요소
3가지 이상의 색상들을 배색할 때, 흔히 색상들을 보조색, 주조색, 강조색의 3가지로 구분한다.
- 주조색(Base Color): 일반적으로 배색 대상이 되는 부분이자 가장 큰 면적을 차지하는 색이다. 바탕색으로 많이 사용하기 때문에 튀는 색보다는 무난한 색으로 자주 쓰여진다.
- 보조색(Dominant Color): 주조색에 이어 면적비율이 큰 색으로 보통 주조색을 보조하는 역할을 한다. 주조색과는 동일,유사,대비,보색 등의 관계를 나타내는데 이를 부차적 컬러라고도 한다.
- 강조색(Accent Color): 배색 중에서 가장 작은 면적을 차지하지만 눈에 제일 띄는 포인트 컬러로 전체 색조를 마무리하거나 집중시키는 효과를 낸다.

## 종류
배색의 종류로는 색상, 명도, 채도에 따른 배색을 각각 들 수 있다.

### 색상에 의한 배색
- 동일 색상: 같은 색상이라도 명도나 채도 차이를 둔 배색이다. 이는 명도나 채도의 변화를 주어 조화시켜야 하는데 통일감과 완성감으로 느낄 수 있다.(세련미, 친근감)

- 유사 색상: 색상환에서 색상의 차이가 근접하거나 유사한 배색을 말한다. 예를 들어 빨강과 노랑/주황, 파랑과 남색과 같은 배색. 이는 친근하고 즐거운 느낌을 주며 협조적이고 온화함,상냥함을 느낄 수 있다. 유사 색상 배색도 동일 색상과 마찬가지로 명도나 채도의 변화를 통해서 조화시켜야 한다. 보통 주조색에 의한 배색에 많이 활용된다. 그러나 색의 차이가 너무 작을 경우 오히려 조화롭지 못한 배색이 되기도 한다.

- 반대 색상: 빨강과 청록, 노랑과 남색과 같이 색상환에서 거리가 멀거나 보색관계에 있는 배색을 말한다. 반대색의 배색은 화려하고 강한 느낌을 줌과 동시에 자극적이고 동적인 생동감을 느낄 수 있다. 이도 역시 채도와 면적의 변화를 통해 조화시켜야 하며 활동성이 높은 분야의 배색에 적합하다. 그러나 너무 지나치면 혼란스럽거나 복잡해 보일 수 있다.

### 명도에 의한 배색
- 고명도 배색: 순색에 흰색을 섞은 파스텔톤 색상의 배색을 말한다. 고명도 배색은 맑고 귀여운 느낌을 주며 여성스럽고 부드러운 이미지를 전달한다.
- 중명도 배색: 회색과 같은 중간 명도를 가진, 즉 Dull톤 색들의 배색을 말한다. 중명도끼리의 배색은 무난하지만 그 경계가 불분명하고 모호한 느낌을 준다.
- 저명도 배색: 순색에 검정을 섞은 어두운 색, Dark톤 색상의 배색을 말한다. 저명도끼리의 배색은 어두우며 음침한 느낌을 준다.
- 명도차가 큰 배색: 고명도의 색과 저명도 색의 배색을 말한다. 명도차가 크면 색과의 관계가 뚜렷하고 명쾌한 느낌을 준다.

### 채도에 의한 배색
- 고채도 배색: 채도가 높은 Vivid 톤의 색들끼리의 배색을 말한다. 고채도 배색은 매우 화려하고 자극적이지만 자칫 산만한 느낌을 줄 수 있다. 그럴 때 중성색이나 무채색을 사용하면 색의 반발성이나 산만함을 줄일 수 있다.
- 저채도 배색: 채도가 낮은 저채도끼리의 배색은 부드럽고 온화한 느낌을 준다. 하지만 저채도/저명도의 배색은 침울하고 어두운 느낌을 준다.
- 채도차가 큰 배색: 고채도와 저채도의 배색으로서 채도차이가 큰 배색은 활기 있어 보이고 명쾌한 이미지를 준다. 또 이 차이가 클수록 확실한 배색이 된다.

## 배색 방법

### 그라데이션(Gradation) 배색
3가지 이상의 다색 배색에서 이러한 점진적 변화의 기법을 사용한 배색이다. 이는 색채의 연속적인 배열에 의해 시각적인 유동성을 주고 점진적인 변화의 효과를 얻을 수 있다.
색상이나 명도, 채도, 톤의 변화를 통해 배색을 할 수 있으며 차분하고 서정적인 이미지를 주고 단계적인 순서성이 있기 때문에 자연적인 흐름과 리듬감이 생긴다.

### 세퍼레이션(Separation) 배색
색들을 분리시키는 효과를 주는 것으로 흰색, 검정의 무채색에 금색,은색 등의 메탈릭 색을 삽입하면 배색의 미적 효과를 높일 수 있다. 또 이는 두 색의 대비가 지나칠 때 분리색을 삽입하여 조화를 이루게 할 수 있으며 유사한 경우엔 리듬감을 주게 된다.

### 도미넌트(dominant) 배색
배색에 일정한 질서를 주어 조화의 효과를 얻는 방법이다. 하나의 배색을 반복하여 다시 배색을 하므로 통일감을 느낄 수 있다.

### 악센트(Accent) 배색
단조로운 배색에 반대색을 소량 덧붙임으로써 전체적인 색감을 돋보이도록 하는 배색 기법이다. 대조적인 색상이나 톤을 사용함으로써 강조점을 부각시키고 배색 전체의 효과를 짜임새 있게 한다. 기조색과 강조색의 면적비는 약 7:3, 8:2 등이 좋은 색의 균형을 이루게 한다.

### 색상과 톤의 배색
톤 온 톤(Tone On Tone) 배색
색상은 같게, 명도는 차이를 크게 하는 배색이다. 통일성을 유지하면서 극적인 효과를 준다.
톤 인 톤(Tone In Tone) 배색
유사색상의 배색과 같고 색조는 동일하게 하는 배색이다. 온화하고 부드러운 효과를 준다.
토널(Tonal) 배색
톤 인 톤 배색과 비슷하며 중명도, 중채도의 다양한 색상을 이용한다. 안정되고 편안한 느낌을 준다.
까마이외(Camaieu) 배색
동일한 색상,명도,채도 내에서 약간의 차이를 이용한 배색방법이다. 색의 차이는 미묘하나 부드럽고 안정된 분위기를 주며 톤 온 톤 배색과 비슷하나 변화폭이 매우 작다.
포 까마이외(Faux Camaieu) 배색
까마이외 배색과 비슷하나 주위의 톤으로 배색하는 차이점이 있다. 이는 색상과 톤에 약간의 변화를 줌으로써 편안하고 부드러운 느낌을 준다.

### 다색상(Multi Color) 배색
고채도의 다양한 색상으로 배색을 하여 적극적이고 활동적,귀여움,화려함을 표현하기 쉽다.

### 비콜로(Bicolore) 배색
하나의 면을 2가지 색으로 나누는 배색이다. 흰색과 vivid한 톤의 컬러의 사용으로 분명한 대비효과와 단정한 느낌을 준다.

### 트리콜로(Tricolore) 배색
세 가지 색을 이용하여 긴장감을 주기 위한 배색으로 하나의 면을 3가지로 나눈다. 색상이나 톤의 명확한 대조가 요구되며 흰색과 vivid톤의 컬러의 사용으로 강렬하고 안정감높은 배색을 할 수 있다.

## 같이 보기
- 색
- 혼색
- 원색